# 950 Ahrensa
950 Ahrensa è un asteroide della fascia principale del diametro medio di circa 15,03 km. Scoperto nel 1921, presenta un'orbita caratterizzata da un semiasse maggiore pari a 2,3721698 UA e da un'eccentricità di 0,1585035, inclinata di 23,45861° rispetto all'eclittica.
Il suo nome è in onore della famiglia Ahrens, i cui membri erano amici dello scopritore.